# Lauren Mitchell
Lauren Mitchell (Subiaco (West-Australië), 23 juli 1991) is een Australische turnster. Ze werd op 24 oktober 2010 wereldkampioen op het onderdeel vloer. Op de wereldkampioenschappen turnen 2009 in Londen won ze ook al twee keer zilver eveneens op het onderdeel vloer, maar ook op de evenwichtsbalk.

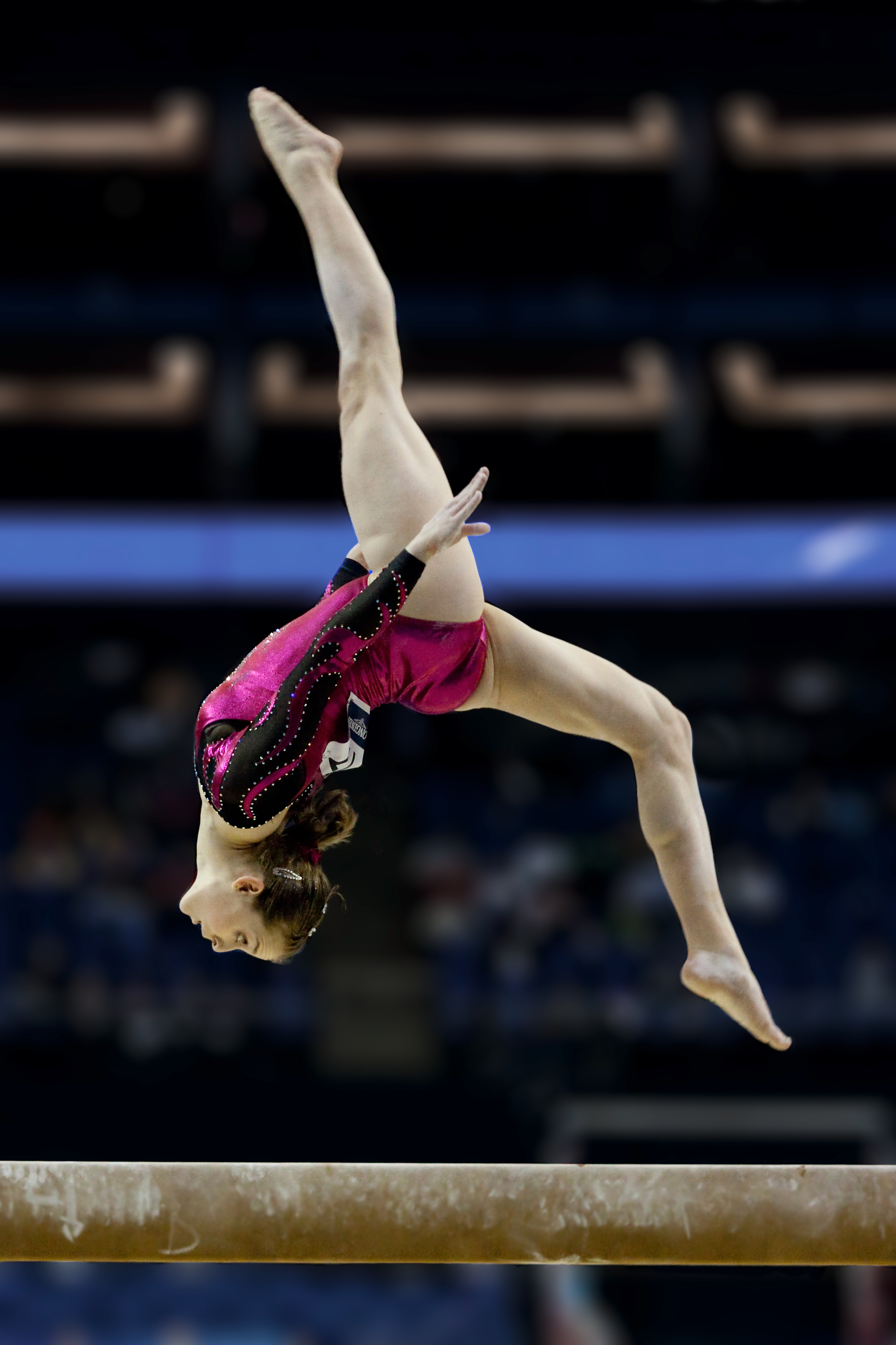